# Техники за релаксация
Техника за релаксация е всеки метод, процес, процедура, или дейност, която помага на човек да се отпусне, да постигне състояние на хармония. Това е начин да се намали нивото на безпокойство, стрес и напрежение. Това е често използван метод за борба със стреса, както и с някои здравослоени проблеми като ниско кръвно налягане, астма, забавяне на сърцето и дишането, наред с други ползи за здравето.